# Elymnias obfuscata
Elymnias obfuscata är en fjärilsart som beskrevs av Riley 1932. Elymnias obfuscata ingår i släktet Elymnias och familjen praktfjärilar. Inga underarter finns listade i Catalogue of Life.